# Poczep (stacja kolejowa)
Poczep (ros. Почеп) – stacja kolejowa w miejscowości Poczep, w rejonie poczepskim, w obwodzie briańskim, w Rosji. Położona jest na linii z Briańska do Homla.

## Historia
Stacja powstała w XIX w. na poleskiej drodze żelaznej, pomiędzy stacjami Żudiłowo i Krasnyj Rog.